# Nosferatu (singel Samhein Witch Killaz)
Nosferatu – internetowy singel grupy Samhein Witch Killaz, udostępniony w 2002 roku na stronie www.twiztid.com.
Singiel ten był remakiem klasycznego kawałka House of Krazees, nagrany pod innym beatem oraz z wyciętą zwrotką trzeciego członka HOK, The R.O.C., w zamian jednak dodano dwie nowe zwrotki Mr. Bones'a oraz Hektic'a.
Istniało wiele spekulacji odnośnie do tego utworu za sprawą wyciętej zwrotki The R.O.C., sądzono, że będzie to projekt dwóch z trzech oryginalnych członków House of Krazees, wydających pod starymi ksywami. Ostatecznie jednak okazało się, że w skład SWK wchodzić będą
Twiztid, The R.O.C. oraz producent Mike E. Clark, którego jednak w późniejszym okresie zastąpić miał Blaze Ya Dead Homie. 
Mimo zapowiedzi na stronie internetowej MajikRecordz.com że album ten ukaże się 31 października 2003 roku nakładem wytwórni Majik Recrodz, płyta "Bloodletting" nie została wydana do dziś a pogłoski o jej kolejnej dacie premiery są już niemal legendarne.

## Lista utworów
1. Nosferatu